# Брежани (плем'я)

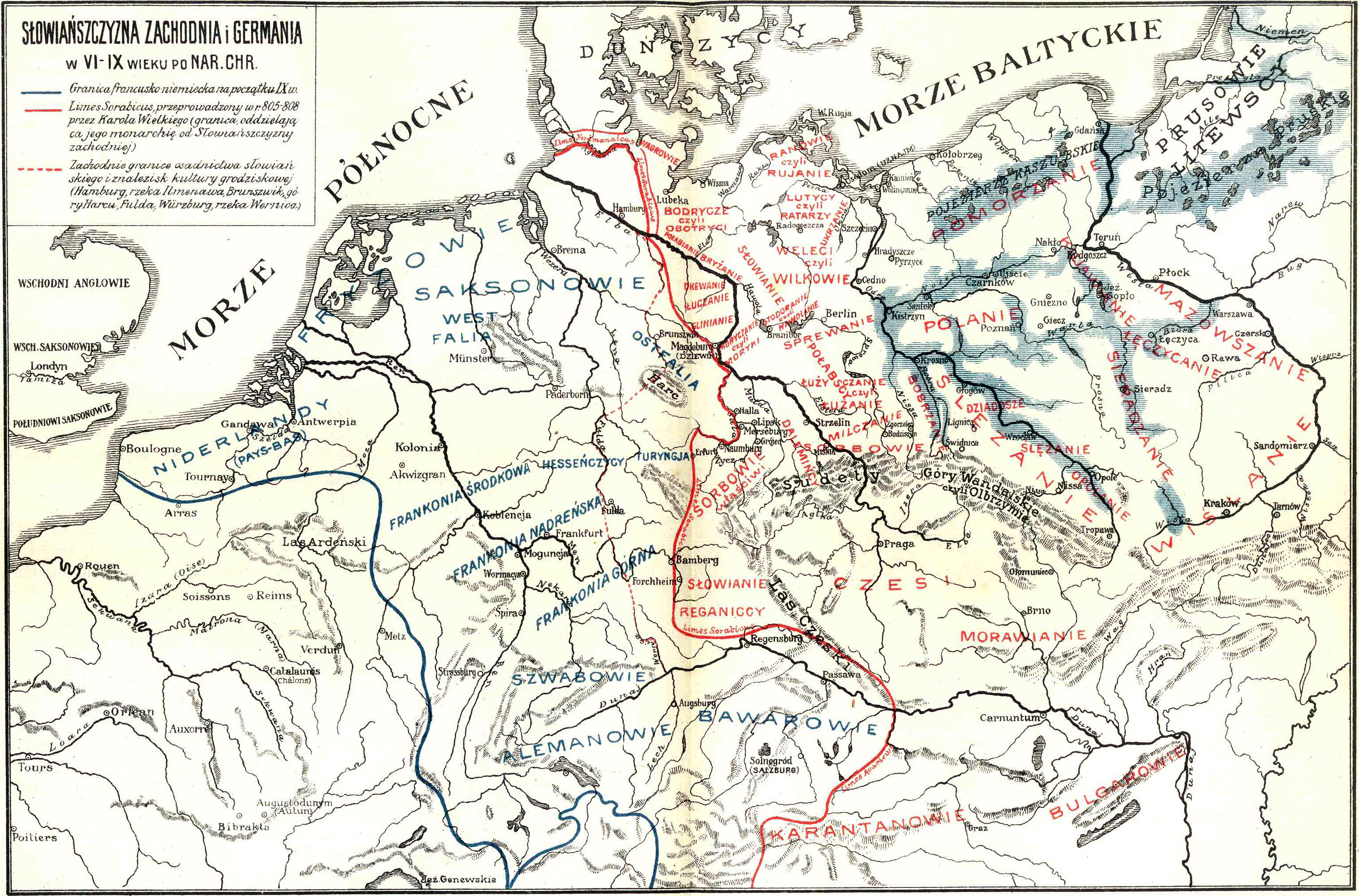
Плем'я брежанів на карті з Лужицьким валом.

Брежани — середньовічне західнослов'янське плем'я серед групи полабських слов'ян, яке було частиною племінного союзу лютичів.
Населяло область середньої течії р. Лаби (онімечене — Ельба) та нижньої течії р. Гаволь (онімечене — Гафель). Їхньою головною фортецею був Хоболін (онімечене — Хафельберг). Брежанів прийнято відокремлювати від їхніх сусідів стодорян, які були частиною племінного союзу лютичів. Їхні землі лежали на схід від гирла річки Реги до озера Ямно (Західнопоморське воєводство) і на південь до міст Плоти і Ресько.
Приблизно у 1100 р. князь Генріх Ободритський з саксами осадив місто Хоболін, і брежани були включені до складу ободритського союзу. Проте після його смерті брежани відновили свою політичну незалежність.